# Horning (Engeland)
Horning is een civil parish in het bestuurlijke gebied North Norfolk, in het Engelse graafschap Norfolk met 1098 inwoners.